# محمد بوعزة
محمد بوعزة (1944 في الدار البيضاء - 2 أبريل 1971)، هو لاعب كرة قدم مغربي معتزل اختفى من على الساحة الرياضية في بداية السبعينات. شارك مع منتخب المغرب كما انضم إلى نادي ليون الفرنسي موسم 1967-1968.

## وصلات خارجية
- محمد بوعزة على موقع أرشيف الشارخ.
- محمد بوعزة على موقع قاعدة بيانات كرة القدم.إي يو (الإنجليزية)